# 完颜按答海
完颜按答海（1108年—1174年），金朝大臣。亦作安达海，又名阿鲁绾，金康宗乌雅束孙，金源郡王完颜宗雄次子。女真人。
完颜按答海为人性情端重谦谨，有智谋才略，善击毬。年十五岁时，阿骨打赐以一品伞。金熙宗天眷二年（1139年），袭父猛安。任大宗正丞，把猛安让给哥哥的儿子唤端，加武定军节度使，改任侍卫亲军都指挥使，封金源郡王，进谭王，迁同判大宗正事，别授世袭猛安。因为上书反对迁都中都，激怒完颜亮，把他留在上京会宁府。后来历封郓王、魏王，改任济南尹、西京（今山西省大同市）留守、广宁尹。正隆六年（1161年），完颜雍在东京辽阳府即位为金世宗，他同时受世宗和完颜亮的敕令，持两端。后入见世宗，获得世宗的赦免，授判大宗正事。历任太子太保、劝农使，历封兰陵郡王、金源郡王，致仕。大定八年（1168年），留守京师，使他参与巡行宴会，大定十四年（1174年）去世。